# Истрианин, Стефан Консул
Стефан Консул Истрианин (1521 — после 1568) — протестантский писатель

, переводчик и реформатор XVI века, который перевел религиозные книги на чакавский диалект. По мнению ряда историков Истранин был самым важным протестантским писателем на хорватском языке в то время.

## Биография
Стефан Консул Истрианин родился в Бузете в 1521 году. В то время Бузет принадлежал к Габсбургской монархии и находился под юрисдикцией Римско-католической епархии Копера, которая использовала старославянский язык для литургических текстов.
Истранин начал свою карьеру в Старом Пазине в качестве приходского священника, который писал глаголические тексты до 1549 года, когда его сослали за протестантство. По совету Приможа Трубера (Трубара) Истранин в 1559 году отправился в Любляну, где Антун Далматин уже занимался переводом богослужебных книг.

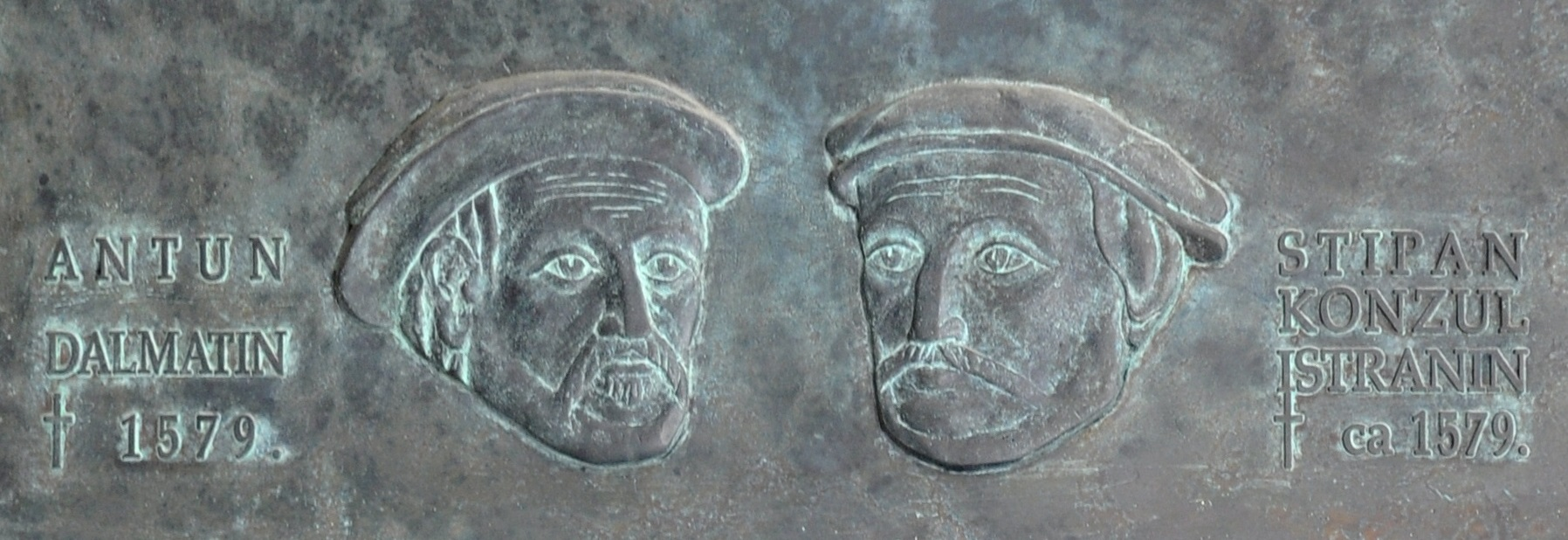
С. Истрианин и А. Далматин

В январе 1561 года в Урахе бароном Зонегом Гансом фон Унгнадом был открыт Южнославянский библейский институт, который был его владельцем и покровителем. Внутри института Унгнад установил печатный станок, который он назвал «словенским, хорватским и кириллическим печатным станком». Директором и научным руководителем института был Примож Трубер.
По приглашению Трубара [6] Истранин поехал в Урач, где сотрудничал с Антуном Далматиным, который хорошо знал кириллицу и был приглашен в Урач, чтобы возглавить типографию. Трубар нанял Истранина, Ю. Юричича и Далматина в качестве переводчиков на хорватский и сербский языки для перевода своего словенского перевода Нового Завета и его печати на латыни, глаголице и кириллице. Типы для печати кириллических текстов были вылеплены мастерами из Нюрнберга. Книги, напечатанные в типографии «Урач», планировалось использовать на всей территории, населенной южными славянами, между рекой Соча и Черным морем. У Трубара возникла идея использовать свои книги для распространения протентантизма среди хорватов и других южных славян.
Язык, которым пользовались Далматин и Истранин, был основан на северно-чакавском диалекте с элементами штокавского и икавского языков. Сотрудники института, в том числе и Трубар, не остались довольны переводами Далматина и Истранина. Долгое время они пытались привлечь к себе на помощь некоего Димитрия серба, но безуспешно. В конце концов, им удалось нанять двух сербских православных священников, Йована Малешеваца из Османской Боснии и Матию Попович из Османской Сербии.
Согласно списку книг, хранящемуся в Университетской библиотеке Тюбингена, Истранин и Далматин напечатали 25 000 книг в Тюбингене и Урахе. Самой важной книгой, которую они опубликовали, был перевод Нового Завета, основанный на переводе Трубара.